# Arche Nova
Arche Nova ist ein strategisches Brettspiel des Spieleautors Mathias Wigge für bis zu vier Personen aus dem Jahr 2021. In dem Spiel versuchen die Mitspieler, jeweils einen möglichst attraktiven Zoo aufzubauen und parallel Artenschutzprojekte voranzutreiben. Das Spiel erschien bei Feuerland Spiele. 
Das Spiel wurde 2022 auf die Empfehlungsliste zum Kennerspiel des Jahres platziert, gewann bei der Wahl zum Deutschen Spielepreis den ersten Platz und gewann den MinD-Spielepreis 2022 in der Kategorie der komplexen Spiele.

## Thema und Ausstattung
Der Name Arche Nova spielt auf die biblische Arche Noah an. In dem vor allem durch die zahlreichen individuellen Karten getriebenen Spiel versuchen die Mitspieler mit Hilfe zoologischer Gärten und in verschiedenen Artenschutzprojekten und Zuchtprogrammen möglichst viele bedrohte Tierarten aufzunehmen und ihre Erhaltung zu gewährleisten. Sie müssen entsprechend sowohl ihren Zoo attraktiv gestalten wie auch beim Artenschutz punkten, was in zwei gegenläufigen Zählleisten verzeichnet wird. Wer am Ende in beiden Kategorien am besten abschneidet, gewinnt das Spiel.
| Anzahl Tiere pro Tierklasse |       |           |                 |                 |          |              |        |               |                  |
| Gehegegröße                 | Vögel | Reptilien | Pflanzenfresser | Bär+Pflanzenfr. | Raubtier | Bär+Raubtier | Primat | Steicheltiere | Klein-/Großtiere |
| 1                           | 5     | 9         | 1               |                 | 4        | 1            | 4      |               | 65               |
| 2                           | 5     | 8         | 8               | 1               | 3        | 2            | 4      |               | 65               |
| 3                           | 5     | 4         | 3               | 2               | 4        | 1            | 5      | 10            | 65               |
| 4                           | 5     | 2         | 5               |                 | 5        |              | 3      |               | 39               |
| 5                           | 5     | 2         | 5               |                 | 3        | 2            | 2      |               | 39               |
| Summe                       | 25    | 25        | 22              | 3               | 19       | 6            | 18     | 10            |                  |

| Anzahl Tiere pro Kontinent 1                    |        |         |       |            |        |
| Gehegegröße                                     | Afrika | Amerika | Asien | Australien | Europa |
| 1                                               | 4      | 4       | 5     | 3          | 8      |
| 2                                               | 7      | 8       | 7     | 6          | 3      |
| 3                                               | 6      | 5       | 6     | 4          | 3      |
| 4                                               | 4      | 6       | 4     | 3          | 3      |
| 5                                               | 5      | 3       | 4     | 4          | 3      |
| Summe                                           | 26     | 26      | 26    | 20         | 20     |
| 1 Streichtiere sind keinem Kontinent zugeordnet |        |         |       |            |        |

| Anzahl Tierklassen pro Kontinent |        |         |       |            |        |
| Tierklasse                       | Afrika | Amerika | Asien | Australien | Europa |
| Vögel                            | 5      | 5       | 5     | 5          | 5      |
| Reptilien                        | 5      | 5       | 5     | 5          | 5      |
| Pflanzenfresser                  | 5      | 5       | 3     | 4          | 5      |
| Bär+Pflanzenfr.                  |        |         | 2     | 1          |        |
| Raubtier                         | 5      | 2       | 3     | 5          | 4      |
| Bär+Raubtier                     |        | 3       | 2     |            | 1      |
| Primat                           | 6      | 6       | 6     |            |        |

Das Spielmaterial besteht neben der Spieleanleitung, einem zusätzlichen Glossar und einer Symbolübersicht aus:
- einem Spielplan mit Kartenablage,
- einem Verbandstableau
- acht Zooplänen,
- 212 Zookarten, davon 128 Tierkarten, 64 Sponsorenkarten und 20 Artenschutzprojektkarten,
- 12 Basis-Artenschutzkarten,
- 20 Aktionskarten, doppelseitig bedruckt,
- 11 Endwertungskarten,
- 90 Standardgehegeplättchen,
- 12 Spezialgehegeplättchen,
- 34 Kiosk-/Pavillon-Plättchen,
- 15 Plättchen für Sonderbauwerke,
- 20 Partnerzoo-Plättchen,
- 12 Universitäts-Plättchen,
- 9 Bonus-Plättchen,
- 70 Geld-Plättchen,
- 20 X-Marker,
- acht Dopplungs-Marker,
- acht Gift-Marker und acht Würgen-Marker,
- ein Solospiel-Plättchen,
- ein Pausenmarker,
- jeweils drei Zählsteine in vier Farben,
- jeweils vier Verbandsarbeiter in vier Farben und
- jeweils 25 Markierungssteine in vier Farben.

## Spielweise

### Spielvorbereitung
Zur Spielvorbereitung wird der Spielplan mit der Kartenauslage und den Zählleisten in der Tischmitte platziert. Der Pausenmarker wird auf das Startfeld der Pausenleiste gestellt. Von den neun Bonusplättchen werden vier zufällig ausgewählte Plättchen auf die dafür vorgesehenen Felder gelegt. Die Zookarten werden gemischt und als verdeckter Stapel auf das entsprechende Feld des Spielplans gelegt, danach werden die obersten sechs Karten verdeckt auf die Auslage gelegt. Das Verbandstableau wird neben den Spielplan gelegt, darauf werden jeweils ein Partnerzoo für jeden Kontinent und eine Universität jeder Art verteilt. Die Basis-Artenschutzkarten und die Endwertungskarten werden gemischt und verdeckt neben das Verbandstableau gelegt, die obersten drei Basis-Artenschutzkarten werden offen unter das Tableau gelegt. Alle Gehege und Plättchen werden neben dem Spielplan platziert.
Jeder Mitspieler bekommt einen Zooplan, den er vor sich auslegt. Zudem bekommt jeder Spieler einen Satz aus fünf Aktionskarten, die er mit der blauen Seite nach oben unter seinen Zooplan legt. Jeder Spieler wählt eine Spielfarbe und verteilt entsprechend der Anleitung die Zählsteine auf die verschiedenen Zählleisten auf dem Spielplan sowie die Markierungssteine und die Arbeiter auf seinem Zooplan. Zusätzlich bekommt jeder Spieler 25 Geld, zwei Endwertungskarten (von denen der Spieler im Laufe des Spiels eine wieder abgeben muss) und zieht jeweils acht Zookarten, von denen er vier als Handkarten auf die Hand nimmt und die anderen vier abwirft. Zuletzt werden die verdeckt ausgelegten Zookarten offengelegt und ein Startspieler bestimmt und die Marker der Attraktivitätsleiste werden.

### Spielgeschehen
Das Spiel wird reihum im Uhrzeigersinn gespielt, wobei es keinen Wechsel der Startspieler gibt. Um einen Startspielereffekt zu kompensieren, starten die Spieler mit einem unterschiedlichen Attraktivitätsbonus, beginnen mit ihren Markierungssteinen auf der entsprechenden Zählleiste als um jeweils einen Punkt höher als der Spieler vor ihnen. Im Laufe des Spiels bekommen die Spieler Attraktivitätspunkte vor allem dadurch, dass sie die Attraktivität ihres Zoos durch entsprechende Tierarten oder Attraktionen und Pavillons aufwerten. Zugleich erhalten sie Artenschutzpunkte unter anderem durch Verbandsaktivitäten und die Unterstützung von Artenschutzprojekten. Wichtige Spielelemente sind entsprechend die unterschiedlichen Zookarten; hier gibt es zum einen Tierkarten mit Arten, die im Zoo angesiedelt werden können und dafür häufig spezielle Voraussetzungen brauchen, Sponsorenkarten mit Sonderbauwerken und anderen Besonderheiten, die spezielle Effekte im Zoo auslösen, und Artenschutzprojekte, über die Artenschutzpunkte gemacht werden können.
Der jeweils aktive, am Zug befindlich Spieler, kann jeweils eine von sechs verschiedenen Aktionen ausführen, die durch seine Aktionskarten unterhalb der Zookarte vorgegeben sind. Durch die Kartenposition an den Feldern 1 bis 5 des Tableaus wird die Stärke der Karte bestimmt, eine Karte an Position 1 kann entsprechend nur mit der Stärke „1“ und eine an der Position 5 mit der Stärke „5“ genutzt werden.
Als Aktionen stehen die folgenden zur Verfügung:
| Aktionskarte | Aktion I | Aktion II (aufgewertet) |
| ------------ | --- | --- |
| Bauen        | Der Spieler darf ein Gehegen oder Gebäude in seinem Zoo bauen, wobei dieses maximal eine Fläche entsprechend der Stärke haben darf. Dafür stehen ihm die Standardgehege, der Streichelzoo sowie Kioske und Pavillons zur Verfügung. Für den Bau bezahlt der Spieler 2 Geld pro Flächeneinheit.                                               | Der Spieler darf Gebäude und Gehege mit einer Gesamtfläche entsprechend der Stärke bauen. Zusätzlich zu den Standardgehegen darf er das Terrarienhaus und die Großvögelvoliere bauen. |
| Tiere        | Der Spieler darf je nach Stärke ein oder zwei Tiere aus seiner Hand in bereits gebauten Gehegen seines Zoos ansiedeln, dafür zahlt er die angegebenen Kosten und muss bei einigen Tierkarten bestimmte Voraussetzungen erfüllen. | Der Spieler darf je nach Stärke ein oder zwei (Stärke „5“) Tiere aus seiner Hand oder in Rufreichweite von der offenen Auslage in bereits gebauten Gehegen seines Zoos ansiedeln, dafür zahlt er die angegebenen Kosten und muss bei einigen Tierkarten bestimmte Voraussetzungen erfüllen. Gegenüber Stufe eins ist es bereits ab einer Stärke von „3“ möglich, zwei Tiere anzusiedeln. |
| Verband      | Der Spieler darf einen Verbandsmitarbeiter von seinem Tableau zum Verband schicken und dort eine Aktion entsprechend der Stärke ausführen. Damit kann er seine Rufreichweite erhöhen, Partnerzoos akquirieren, Universitäten stärken oder Artenschutzprogramme am Tableau oder aus der Hand unterstützen, die ihm Artenschutzpunkte bringen. | Der Spieler darf einen Verbandsmitarbeiter von seinem Tableau zum Verband schicken und dort eine oder mehrere Aktionen entsprechend der Stärke ausführen. Zusätzlich kann er eine Spende platzieren, um Artenschutzpunkte zu bekommen, und auch Artenschutzprogramme in Rufreichweite auf dem Spielplan unterstützen                                                                     |
| Sponsoren    | Der Spieler darf eine Sponsorenkarte entsprechend der Stärke aus der Hand spielen ODER er zieht den Pausenmarker vor und erhält Geld (entsprechend der Aktionsstärke). | Der Spieler darf eine oder mehrere Sponsorenkarten entsprechend der Stärke aus der Hand oder aus der Auslage in Rufreichweite spielen ODER er zieht den Pausenmarker entsprechend der Aktionsstärke vor und erhält Geld entsprechend der doppelten Aktionsstärke. |
| Karten       | Der Spieler darf neue Karten entsprechend der Angaben auf der Karte auf die Hand nehmen oder (bei Stärke „5“) eine Karte aus der offenen Auslage „wegschnappen“. | Der Spieler darf neue Karten entsprechend der Angaben auf der Karte auf die Hand nehmen oder bereits ab Stärke „3“ Karten aus der offenen Auslage „wegschnappen“. |
| x nehmen     | Falls ein Spieler keine der Karten spielen kann oder möchte, kann er stattdessen in seinem Zug ein „x“ nehmen. | Falls ein Spieler keine der Karten spielen kann oder möchte, kann er stattdessen in seinem Zug ein „x“ nehmen. |

Die durch das Kartenziehen und durch die Pausenfunktion der Sponsorenkarten ausgelösten Pausen werden über eine Pausenleiste auf dem Spielplan festgehalten. Ein dort befindlicher Zählmarker wird entsprechend der Pausenzeiten verrückt und löst bei Erreichen des Endes der Zählleiste eine Verwaltungsphase aus, in der die Mitspieler Handkarten entfernen müssen, wenn sie ihr Handkartenlimit von drei bzw. fünf Handkarten überschritten haben, und Einkommen entsprechend ihrer Position auf der Attraktivitätsleiste, der Kioske auf dem Zooplan und weiterer Effekte durch ausgelegte Zookarten oder freigeschaltete Bonusfelder bekommen. Zudem wird in der Verwaltungsphase das Verbandstableau von Mitarbeitern der Zoos geräumt, die zurück zu den Spielern kommen, und neu mit Partnerzoos und Universitäten aufgefüllt.
Durch verschiedene Aktionen, Karteneffekte und Positionen auf den unterschiedlichen Zählleisten werden im Laufe des Spiels immer mal wieder Bonusfelder aktiviert, die dem gerade aktiven Spieler entsprechende Boni bringen. Darüber kann ein Mitspieler beispielsweise seine Aktionskarten aufwerten, neue Verbandsmitarbeiter einstellen, Karten ziehen, seine Rufreichweite erhöhen und andere Vorteile bekommen. Mit diesen Boni steigen vor allem die Aktionsmöglichkeiten der Spieler, durch die sie jeweils auf den verschiedenen Zählleisten voranschreiten.

### Spielende und Auswertung
Das Spiel endet, wenn es einem Spieler gelingt, seinen Artenschutzzählstein und seinen Attraktivitätszählstein in denselben Punktebereich zu bekommen. Damit beginnt die Schlussrunde, in der jeder Spieler außer dem auslösenden noch einen vollständigen Spielzug machen kann. Danach kommt es zu einer Schlusswertung, bei der noch vorhandene Karteneffekte durch die Endwertungskarten und ausliegende Karten ausgelöst werden und Spieler mit einem vollständig bebauten Zoo nochmals sieben Attraktivitätspunkte erhalten. Die Siegpunkte der Spieler ergeben sich dann durch den Abstand der beiden Marker auf der Artenschutzleiste, die einen Zielwert für die Attraktivität vorgibt, und der Attraktivitätsleiste. Bei einem Gleichstand können mehrere Mitspieler gewinnen.

## Entwicklung und Rezeption
Das Spiel Arche Nova wurde von dem deutschen Spieleautor Mathias Wigge über einen Zeitraum von etwa vier Jahren entwickelt. Der in Lippstadt lebende Hobby-Autor wollte mit dem Spiel ein Zoospiel für Erwachsene entwickeln, bei dem auch moderne Konzepte des Artenschutzes thematisiert werden. Dabei spielten für ihn auf der einen Seite komplexe Mechanismen moderner Eurogames ebenso eine Rolle wie eine große Menge Karten, angelehnt an Magic: The Gathering. 2019 stellte er das Spiel erstmals auf einem Prototypen-Treffen in Gütersloh vor, wo es auch von einer Redakteurin von Feuerland Spiele entdeckt und dort gemeinsam mit Wigge über zwei Jahre weiterentwickelt wurde. Es erschien entsprechend als sein erstes Spiel zu den Internationalen Spieltagen 2021 in einer ersten deutschsprachigen Auflage des Verlags Feuerland Spiele, die eine erste Auflage von 5000 Spielen produzieren ließen. Nachdem diese bereits in kürzester Zeit „förmlich verdunstete“ wurde eine zweite deutsche Auflage von 20.000 Spielen für den Verkauf bis Sommer 2022 produziert. In der Folge wurde das Spiel international für mehrere Verlage und Sprachversionen lizenziert und ab April 2022 auf Englisch (Capstone Games), Französisch (Super Meeple), Niederländisch (White Goblin Games), Italienisch (Cranio Creations), Polnisch (Portal Games), Spanisch (Maldito Games), Ungarisch (Gém Klub Kft.), Chinesisch (Game Harbor) und Koreanisch (Korea Boardgames) veröffentlicht. Nach Angaben von Feuerland Spiele sollen bis Sommer 2022 international 120.000 Spiele ausgeliefert werden.
Der Spielekritiker Udo Bartsch ordnet das Spiel in seiner zweithöchsten Kategorie „reizvoll“ ein und lobt sowohl die Umsetzung des Themas wie auch die kartengetriebenen Spielmechaniken. Für „außerordentlich“ fehlt ihm jedoch „das Außerordentliche“ und „ein einzigartiger Kern. Das Typische, das Unverwechselbare.“ Die Rezensentin Maren Hoffmann besprach das Spiel in der spielbox und bezeichnete es als „ganz großen Wurf“, „mit origineller Idee und wunderbar ineinandergreifenden Mechaniken“. Sie verglich es mit dem ebenfalls kartengetriebenen Spiel Terraforming Mars, bestätigte ihm jedoch zugleich „noch mehr Abwechslung“, und dem Spiel Rajas of the Ganges mit ebenfalls zwei gegenläufigen Wertungsleisten. Hoffmann bewertete das Spiel mit 9 von 10 möglichen Punkten, weitere Rezensenten zum Artikel gaben ihm 8 bis 10 Punkte und wurde bei einer Auswertung der aktuellen „Top-Spiele“ der spielbox-Rezensenten der letzten 24 Monate von 18. Februar auf Rang 6 platziert. Zudem wies sie auf mehrere Easter Eggs bei der Kartengestaltung hin, etwa einen Porträt der Spieleautorin Elizabeth Hargrave, Autorin des mehrfach ausgezeichneten und ebenfalls bei Feuerland erschienenen Spiels Flügelschlag auf der Karte „Ornithologin“. Weitere positive Besprechungen gab es u. a. bei Brad & Pad mit einer Bewertung von 9,4 von 10 Punkten, in der Brettspielbox, H@ll9000 mit 5,3 von 6 Punkten und „Spiel doch mal“. In der Fairplay befindet sich eine Besprechung in der Ausgabe 138, Januar bis März 2022.
Das Spiel wurde 2022 für den MinD-Spielepreis in der Kategorie „komplexes Spiel“ nominiert und auf die Empfehlungsliste des Kennerspiel des Jahres aufgenommen. Bei der Wahl zum Deutschen Spielepreis 2022 gewann es den ersten Platz.

## Erweiterung
Zur Spiel in Essen 2023 ist die Erweiterung „Arche Nova – Wasserwelten“ erschienen.
Die Erweiterung legt den Focus auf Tiere, insbesondere Fische, die im Meer leben. Lediglich der Schwarze Pacu ist ein Süßwasserfisch. Um diese Tiere im Zoo unterzubringen, müssen die Spieler Aquarien bauen, die an auf dem Zooplan aufgedruckte Wasser- und ggf. Felsfelder gelegt werden müssen. Diese können bereits in der 1. Baustufe gebaut werden und nehmen 2 bzw. 5 Plätze ein. Zudem gibt es weitere Primaten. Da damit aber das naturbedingte Ungleichgewicht zwischen den Kontinenten Australien und Europa, wo es außer Menschen keine Primaten gibt, gegenüber den Kontinenten Afrika, Amerika und Asien nicht ausgeglichen werden kann, was die Erfüllung des Primaten-Artenschutzprojekts schwieriger macht, gibt es eine neue Universität. Diese hat neben einem „Forschungssymbol“ noch eine Lupe, die es erlaubt vom Nachziehstapel so lange Karten aufzudecken, bis eine Karte mit einem definierten Tierklassensymbol aufgedeckt wird, die der Spieler auf die Hand nehmen darf. Um einen höheren Kartendurchsatz in der Auslage zu erreichen, haben einige Karten ein Wellen-Symbol. Immer wenn eine Karte mit diesem Symbol in die Auslage kommt, wird die Karte im ersten Aktenregister auf den Ablagestapel gelegt und die übrigen Karten einen Platz nach vorne geschoben. Einige Meeresbewohner haben einen zusätzlichen Effekt, den „Riffbewohnereffekt“. Immer wenn ein Tier mit diesem Effekt in den Zoo gelangt, werden bei allen anderen Tieren mit „Riffbewohnereffekt“ diese erneut in beliebiger Reihenfolge ausgelöst.
Mit neuen Aktionskarten erhalten die Spieler weitere Fähigkeiten. Von diesen erhält jeder Spieler zu Beginn drei, von denen er eine auswählt und die beiden anderen an seinen linken Nachbarn weitergibt. Aus den vom rechten Nachbarn erhaltenen Karten sucht er sich eine weitere aus und gibt die letzte Karte seinem linken Nachbarn. Von den drei so erhaltenen Karten sucht sich jeder Spieler zwei Karten aus, die er statt der normalen Aktionskarten verwendet. Jeder Spieler hat somit zwei Sonderfähigkeiten, die die anderen Spieler nicht haben.
| Anzahl Tiere pro Tierklasse |       |           |                 |                 |          |              |        |            |            |           |              |             |               |                  |
| Gehegegröße                 | Vögel | Reptilien | Pflanzenfresser | Bär+Pflanzenfr. | Raubtier | Bär+Raubtier | Primat | Meerestier | Meer+Vogel | Meer + RT | Meer+ Pfl.Fr | Meer+Reptil | Steicheltiere | Klein-/Großtiere |
| 1                           |       |           |                 |                 |          |              |        | 8          |            |           | 1            |             |               | 17               |
| 2                           |       |           |                 |                 |          |              |        | 7          |            |           |              |             |               | 17               |
| 3                           | 1     |           |                 |                 |          | 1            | 2      | 3          | 1          |           |              | 1           | 1             | 17               |
| 4                           |       |           |                 |                 |          |              | 1      | 1          |            | 1         |              | 1           |               | 6                |
| 5                           |       |           |                 |                 |          |              |        | 1          |            | 1         |              |             |               | 6                |
| Summe                       | 1     | 0         | 0               | 0               | 0        | 1            | 3      | 20         | 1          | 2         | 1            | 2           | 1             |                  |

| Anzahl Tiere pro Kontinentsymbol |        |         |       |            |        |      |
| Gehegegröße                      | Afrika | Amerika | Asien | Australien | Europa | ohne |
| 1                                |        | 3       | 1     | 2          | 2      | 1    |
| 2                                | 2      |         | 3     | 2          |        |      |
| 3                                | 3      | 1       | 1     | 1          | 3      | 1    |
| 4                                | 1      | 2       |       |            | 1      |      |
| 5                                |        |         | 1     | 1          |        |      |
| Summe                            | 6      | 6       | 6     | 6          | 6      | 2    |

| Anzahl Tierklassen pro Kontinent |        |         |       |            |        |      |
| Tierklasse                       | Afrika | Amerika | Asien | Australien | Europa | ohne |
| Vögel                            |        |         |       | 1          |        |      |
| Bär+Raubtier                     |        |         |       |            | 1      |      |
| Primat                           | 1      | 1       | 1     |            |        |      |
| Streicheltier                    |        |         |       |            |        | 1    |
| Meerestier                       | 4      | 3       | 5     | 4          | 4      | 1    |
| Meer + Vogel                     | 1      |         |       |            |        |      |
| Meer + Reptil                    |        | 1       |       |            | 1      |      |
| Meer + RT                        |        | 1       |       | 1          |        |      |
| Summe                            | 6      | 6       | 6     | 6          | 6      | 2    |

Die Erweiterung enthält neben der Spieleanleitung und einem zusätzlichen Glossar
- ein neues Verbandstableau
- 54 neue Zookarten, davon 32 Tierkarten, 16 Sponsorenkarten und 6 Artenschutzprojektkarten,
- 9 Zookarten zum Austausch, davon 8 Sponsorenkarten und 1 Artenschutzprojektkarte,
- 1 neue und 2 Basis-Artenschutzkarten zum Austausch,
- 20 neue und 20 Aktionskarten zum Austausch, doppelseitig bedruckt,
- 6 neue und 7 Endwertungskarten zum Austausch,
- 8 Spezialgehegeplättchen, je 4 kleine und große Aquarien
- 3 Kiosk-/Pavillon-Plättchen,
- 4 Plättchen für Sonderbauwerke,
- 7 Universitäts-Plättchen,
- 6 neue und 1 Bonus-Plättchen zum Austausch,
- 1 Plättchen für das Solospiel (ab 2023 bereits im Basisspiel enthalten),
- jeweils drei alternative Zählsteine in vier Farben und
- jeweils sieben alternative Markierungssteine in vier Farben und Tierform (Fisch, Pinguin, Primat und Kleiner Panda).

## Belege
1. 1 2 3 4 5 6 7 8 9  Regelbuch Arche Nova, Feuerland Spiele 2021
2. 1 2 3 4 5  Stefan Duksch: Aktuell: Mathias Wigge über den Erfolg von Arche Nova. spielbox 2, 2022; S. 26–27.
3. 1 2 3  Maren Hoffmann: Arche Nova. Die Zoo-Maschine. spielbox 7, 2021; S. 10–12.
4. ↑  Versionen von Arche Nova in der Spieledatenbank BoardGameGeek (englisch); abgerufen am 1. April 2022.
5. ↑  Udo Bartsch: Arche Nova in dem Blog Rezensionen für Millionen, 11. Dezember 2021; abgerufen am 1. April 2022.
6. ↑  Die aktuellen „Top-Spiele“ der spielbox-Rezensenten der letzten 24 Monate (Stand: 18.2.2022) auf spielbox.de; abgerufen am 5. April 2022.
7. ↑  Arche Nova, Rezension auf brettundpad.de; abgerufen am 5. April 2022.
8. ↑  Arche Nova, Rezension auf brettspielbox.de; abgerufen am 5. April 2022.
9. ↑  Arche Nova, Rezension auf hall9000.de; abgerufen am 5. April 2022.
10. ↑  Arche Nova, Rezension auf spiel-doch-mal.com; abgerufen am 5. April 2022.
11. ↑  Fairplay 138 – Januar bis März 2022 auf fairplay-online.de; abgerufen am 5. April 2022.
12. ↑  feuerland-spiele.de: Arche Nova Wasserwelten in Essen